# Läby kyrkby
Läby uppdelat i Läby-Österby och Läby-Västerby är en by, tillika kyrkby i Läby socken i Uppsala kommun, Uppland.
Byn består av enfamiljshus samt bondgårdar och är belägen vid riksväg 72. Läby kyrka ligger mitt emellan Österby och Västerby. I Österby ligger Läby hembygdsgård. Läby-Västerby är känt för Håmö golfbana.
Länsväg C 578 går söderut från Västerby mot riksväg 55.
Läby omtalas i skriftliga dokument första gången 1302 ('in Ladhuby'). 1321 omtalas första gången 'Wæstræ Ladhusby' och 1344 'Østra Lædhuby'. byn omfattade 1541 5 skatteutjordar, 2 kyrkohemman (tillhöriga prästgården), 3 Sankt Eriksgårdar (tillhöriga Uppsala domkyrka), 3 kanonikatsgårdar och 6 prebendgegårdar.